# حارة ردمان (صنعاء)
ردمان هي إحدى حارات حي سدس الروض بمدينة الروضة شمال العاصمة اليمنية "صنعاء"، بلغ تعداد سكانها 282 نسمة حسب تعداد اليمن لعام 2004.